# Oxmyrtjärnen (Sorsele socken, Lappland)
Oxmyrtjärnen är en sjö i Sorsele kommun i Lappland och ingår i Umeälvens huvudavrinningsområde.